# Sinalefe
La sinalèfe (dal greco συναλοιφή = fusione insieme) è una figura metrica in cui, nel conteggio delle sillabe di un verso, sono unificate in una sola posizione la vocale finale d'una parola e quella iniziale della parola successiva.
Un primo esempio lo si può notare nel verso
(Dante, Inferno I, 2)
Il suo schema metrico, in cui si evidenzia la sinalefe, è il seguente
| sill 1 | sill 2 | sill 3 | sill 4 | sill 5 | sill 6 | sill 7 | sill 8 | sill 9 | sill 10 | sill 11 |
| mi     | ri     | tro    | vai    | per    | u      | na     | sel    | va‿o   | scu     | ra      |

Tale fenomeno è costante nella metrica italiana e ogni deviazione da esso è infatti eccezionale, sebbene nel Duecento l'autore potesse decidere di non applicarla tra segni di interpunzione. Tale divaricazione tra metrica e sintassi è stata progressivamente esasperata nella poesia postromantica con il risultato di mettere in discussione e poi demolire gli istituti secolari della versificazione italiana. Si noti ad esempio il verso pascoliano
(G. Pascoli, Canti di Castelvecchio, "The Hammerless Gun", 16)
| sill 1 | sill 2 | sill 3 | sill 4 | sill 5 | sill 6 | sill 7 | sill 8 | sill 9 | sill 10 | sill 11 |
| Tra    | me     | di     | co,‿a  | vo     | ce‿al  | ta.‿In | boc    | ca‿al  | lu      | po      |

Da questo esempio si deduce che la sinalefe non implica, nella lettura ad alta voce, la caduta della prima vocale, né una velocità d'enunciato maggiore: il verso può essere letto con ritmo e pause determinati in base alle implicazioni semantiche.

## Sinalefe ed elisione
Mentre la sinalefe è una figura metrica, l'elisione è invece una figura fonosintattica, che rappresenta con un apostrofo la completa sparizione di una vocale finale di parola rispetto a quella iniziale della parola successiva; si tratta quindi di una sorta di "sinalefe scritta", "istituzionalizzata", anche se le due figure non hanno sempre corrispettivi tra esse.
Infatti, l'elisione non si applica sempre.
La scrittura della lingua italiana prevede:
- elisioni obbligatorie:
  - « l'amico » piuttosto di un agrammaticale « lo amico »
- Elisioni facoltative:
  - « una enorme occasione » che può essere scritta come « un'enorme occasione »
- improponibilità di elisione:
  - « di quel vago avvenir che in mente avevi» non può certo essere né letto né scritto « di quel vag'avvenir ch'in ment'avevi »

La sinalefe invece non solo è considerabile un antecedente fonetico dell'elisione, ma anzi in poesia è adoperata costantemente, coinvolgendo anche gruppi di vocali confinanti e anche quelle vocali ai confini di parola che non accetterebbero l'elisione: come esempio si colga il seguente:
- « Questa‿isoletta‿intorno‿ad imo‿ad imo »

(Purgatorio I, 100)
Nella lettura il nesso «questa isoletta» può anche essere eseguito «quest'isoletta», mentre nel computo delle sillabe le ultime parole richiedono la sinalefe proprio laddove l'elisione appare improponibile.
Caso simile nel noto verso popolare
- «E vieni‿in una grotta‿al freddo‿e‿al gelo»

(Tu scendi dalle stelle, canto popolare)
In cui la sinalefe tra tre vocali non prevede alcuna elisione.
N.B.: Nel seguente verso dell'Ariosto, è tecnicamente abusivo parlare  di sinalefe o d'elisione dato che la i ha solo valore diacritico (per indicare il suono /ʎ/):
- « Le donne, i cavallier, l'arme, gli‿amori...»  (L. Ariosto, Orlando Furioso, I, 1)

/'larmeʎ ʎa'mori/ con « gli a- » /ʎa-/ = una sola sillaba, che non andrebbe pronunciata /ʎia'mori/.